# Kostelec u Křížků
Kostelec u Křížků là một làng thuộc huyện Praha-východ, vùng Středočeský, Cộng hòa Séc.